# ДЕМОС
ДЕМОС (Диалоговая единая мобильная операционная система) — советская операционная система (ОС), созданная на основе западной ОС BSD.

## История
Примерно в 1983 году копии частей операционной системы UNIX появились в Москве. Они передавались на магнитных лентах вручную, но были и случаи скачивания их по тогдашним компьютерным сетям, таким как Академсеть.
На их основе в Институте атомной энергии им. И. В. Курчатова при участии ряда специалистов других организаций проводилось приспособление системы к местным условиям — локализация на русский язык и адаптация к отечественной технике, прежде всего — к машинам СМ-4 и СМ-1420. Ключевые решения о начале сборки единой ОС были приняты в каминном зале Дома учёных при Институте физики высоких энергий в Протвино.
В то же время локализация проводилась в Институте повышения квалификации Минавтопрома, там новая система называлась «МНОС» («машинно-независимая операционная система»). Позже две команды объединились, а система была переименована в «ДЕМОС» («диалоговая единая мобильная операционная система»). Она не была единственным подобным проектом в СССР, в МГУ существовал также проект MISS (Multipurpose Interactive timeSharing System), который не был переработкой Unix, а создавался с нуля; и также был проект ИНМОС («интерактивная мобильная операционная система») в ИНЭУМ.
В 1985 году была выпущена версия 2.0 ОС Демос.
в 1988 году разработчики ДЕМОС были награждены премией Совета министров СССР по науке и технике.
Проект закрыт в начале 1990-х годов. ДЕМОС дала название кооперативу «Демос», где стали работать многие разработчики. Кооператив построил первую в СССР массовую (не ведомственную) частную сеть «Релком», в которой могли работать компьютеры на ДЕМОС. Вместе с другими сетями, такими как Битнет, Юзнет и Фидонет, сеть «Релком» способствовала распространению Интернета и формированию Рунета.

## Авторы
В числе разработчиков, руководителей и в дальнейшем преподавателей операционной системы ДЕМОС были:
| - Сергей Аншуков - Вадим Антонов - Валерий Бардин - Дмитрий Бурков - Сергей Вакуленко - Дмитрий Володин | - Михаил Давидов - Леонид Егошин - Михаил Коротаев - Михаил Паремский - Алексей Руднев - Сергей Рыжков | - Николай Саух - Сергей Усиков - Михаил Флёров - Павел Ходаков - Андрей «ache» Чернов |

## В массовой культуре
В Atomic Heart портативная персональная ЭВМ Г.Р.У.Ш.А. работает под управлением ОС ДЕМОС версии 3.0.